# Parasagitta setosa
Parasagitta setosa là một loài giun nhỏ trong họ Sagittidae, trước đây được gọi Sagitta setosa. Đây là loài bản địa ở đông bắc Đại Tây Dương, Biển Bắc và Biển Địa Trung Hải, và cũng hiện diện ở vùng biển Baltic và Biển Đen.

## Mô tả
P. setosa phát triển đến chiều dài tối đa là 14 mm (0,55 in), đuôi của nó chiếm đến một phần tư chiều dài này. Chúng là một loài giun mỏng, trong suốt, linh hoạt với hai cặp vây bên tròn bao gồm các cấu trúc giống vây tia.
Có tám đến chín móc bám cong trên đầu. Răng nằm trong hai hàng, với sáu đến tám ở hàng đầu và 10-16 ở phía sau. Đôi mắt có một đốm phân đoạn hình ngôi sao.

## Phân bố
P. setosa là một loài phổ biến sống ở tầng neritic tạo nên quần xã sinh vật phù du ở vùng nước từ bề mặt đến 200 mét. Nó sống ở vùng nước đông bắc Đại Tây Dương, Biển Bắc, Địa Trung Hải và Biển Đen. Nó là loài phổ biến nhất thuộc họ Sagittidae ở biển Bắc và biển Đen, xuất hiện thành những đợt trôi dạt lớn (great drift) vào tháng 7-8 ở biển Đen và tháng 7-11 ở biển Bắc. Nó cũng được tìm thấy ở biển Baltic.